# AEA Red Wing
 (juin 2020).
Si vous disposez d'ouvrages ou d'articles de référence ou si vous connaissez des sites web de qualité traitant du thème abordé ici, merci de compléter l'article en donnant les références utiles à sa vérifiabilité et en les liant à la section « Notes et références ».
Le Red Wing est le premier aéroplane expérimental officiellement réalisé par l’Aerial Experimental Association en 1908.
Sa construction fut supervisée principalement par Thomas Selfridge. Il s'agissait d'un biplan reposant sur de courts patins. L'entreplan allait en se réduisant en envergure et le pilote était installé sur le bord avant du plan inférieur, devant le moteur Curtiss qui entraînait une hélice propulsive. Les essais devant être effectués sur un lac gelé, la toile des ailes fut peinte en rouge pour permettre un meilleur rendu sur les photographies, d'où son nom.
Selfridge et Bell se trouvant à Washington, DC pour affaires, c’est au Canadien F. W. Baldwin que revint l’honneur de tester l’appareil sur le lac Keuka dans l'État de New York le 12 mars 1908. Le Red Wing ne disposait pas de contrôle latéral et s'écrasa sur la surface gelée du lac après avoir parcouru environ 97 m. F. W.Baldwin était devenu à l'occasion le premier pilote canadien.